# Iglesia de Nuestra Señora de Fátima (Sueca)
La iglesia de Nuestra Señora de Fátima es un templo católico situado en la ronda del Cabañal, 26, en el municipio de Sueca. Es Bien de Relevancia Local con identificador número 46.21.235-004.

## Historia
Se erigió como parroquia el 29 de diciembre de 1953. Junto al templo se edificaron una escuela, inaugurada en el curso 1959/60, una guardería y un dispensario médico, de los que perduran los dos primeros.